# Tumidifrontia
Tumidifrontia là một chi bướm đêm thuộc họ Noctuidae.